# Mojżesz Dawid Kirszbraun
Mojżesz Dawid Kirszbraun (ur. 13 sierpnia 1903, zm. 1942 w getcie warszawskim) – polski matematyk, znany głównie z udowodnienia twierdzenia znanego dziś jako twierdzenie Kirszbrauna o rozszerzaniu funkcji lipchitzowskich na przestrzeniach Hilberta, które udowodnił w swojej pracy magisterskiej obronionej w Warszawie w 1930. Poszerzona wersja jego pracy magisterskiej została opublikowana w Fundamenta Mathematicae.

## Życiorys
W 1922 ukończył Gimnazjum im. Jana Kreczmara w Warszawie by następnie studiować matematykę na Uniwersytecie Warszawskim. Po ukończeniu studiów pracował jako aktuariusz w towarzystwie ubezpieczeniowym Przyjaźń.